# Districtul Trashigang
Trashigang (după unele surse Tashigang) este un district din Bhutan. Are o suprafață de 2.316 km² și o populație de 51.134 locuitori. Districtul Trashigang este divizat în 16 municipii.